# 中判カメラ

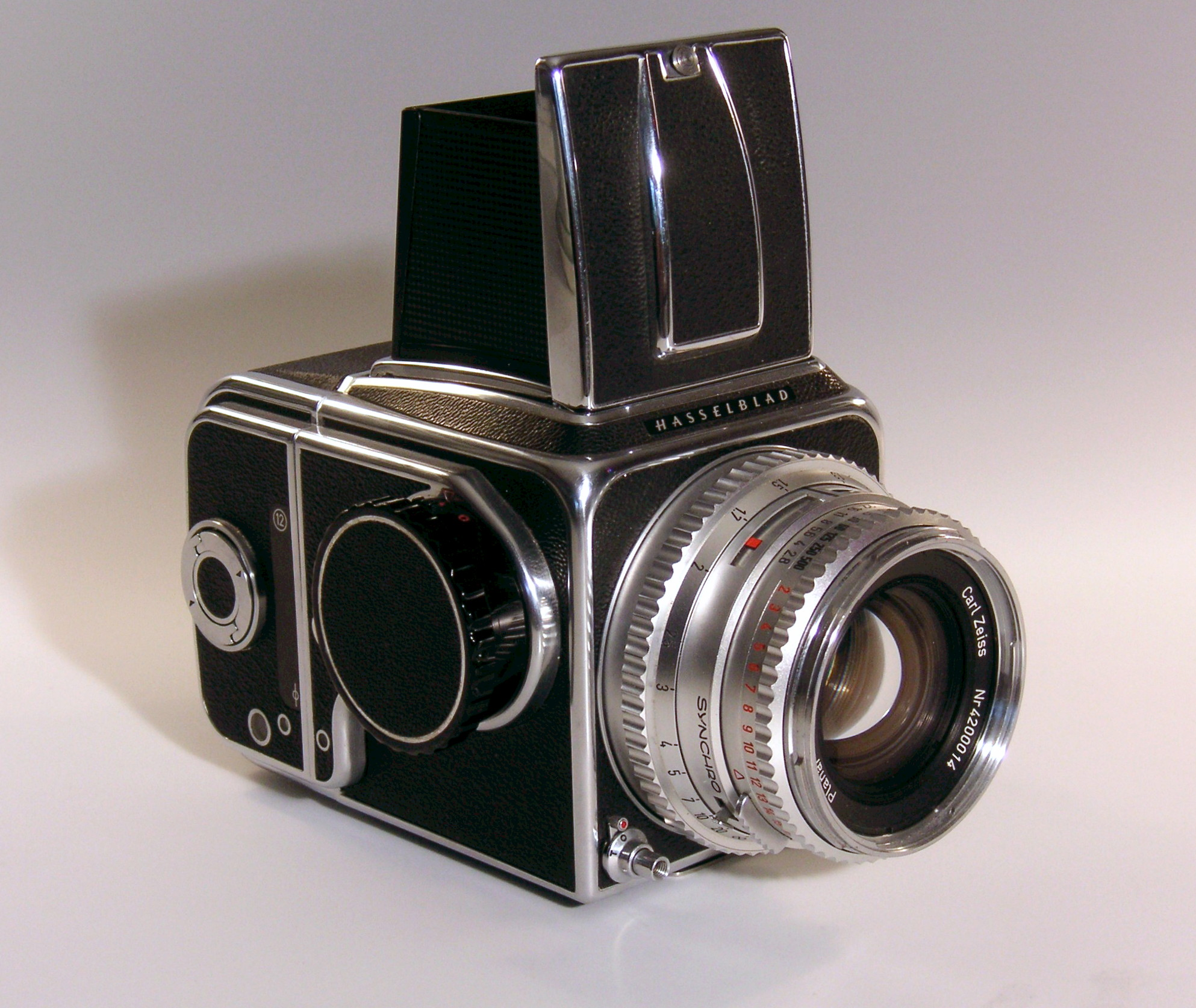
ハッセルブラッド

中判カメラ（ちゅうばんカメラ）は、120フィルム、220フィルム（ブローニーフィルム）を使用する写真機の総称である。日本においてのみ、ブローニーカメラ、ブローニー判カメラ（ブローニーばんカメラ）とも呼ぶが、コダックの写真機ブローニーのすべてが中判カメラの範疇に入るわけではない。
中判デジタルカメラについても、本項の節「#中判デジタルカメラ」で扱う。
- 中判カメラで使用するフィルム ⇒ 120フィルム

## 概要

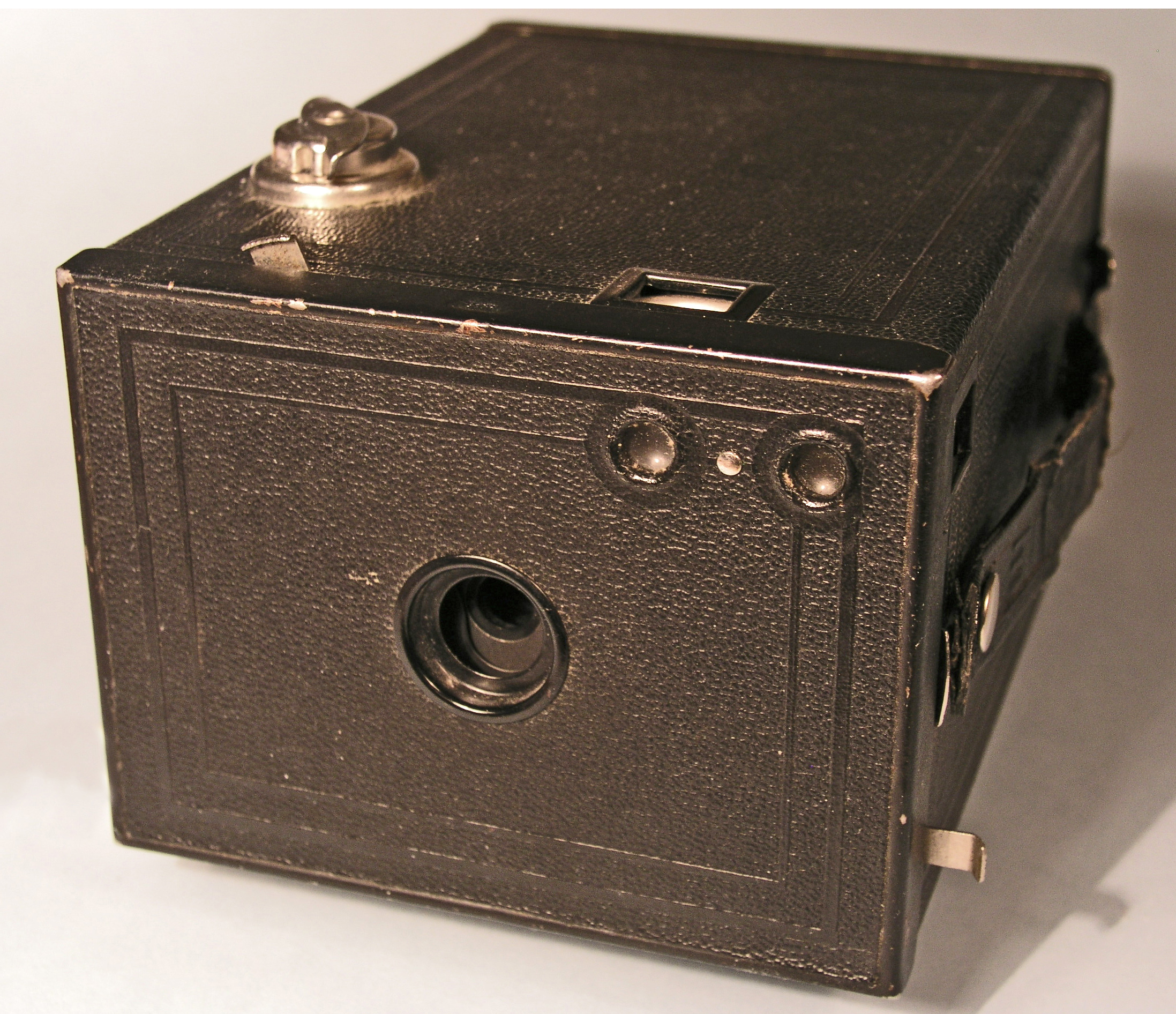
最初の中判カメラ、No.2ブローニー（1901年）。

一般的に多く使われている35mm幅の135フィルムを使用するカメラに比べると大きく重くなるが、画質の良さからプロやハイアマチュアに使われている。また過去には116フィルムや620フィルムを使用するカメラなども中判カメラとして扱われていた。135フィルムを使用するカメラと、大判カメラの中間のフィルムサイズのカメラという意味では、127フィルム（ベストフィルム）のカメラもその範囲に入る。ホルガなど120フィルムを使用するトイカメラも、一応は中判カメラとして分類することができる。
集合写真やスタジオでの人物・商品撮影、風景写真、接写による資料複製など大判カメラを使用する程ではない場合や、大判カメラを持ち出せない場所（特に山岳写真）での撮影で高画質を求める用途では幅広く使われており、各種用途に適したカメラが市場に存在する。重くて使いづらいイメージで一般のアマチュア写真家から敬遠されてきたが、近年ではオートフォーカスや自動露出機能を搭載し自動化が進んだ簡便に撮影できるものや、軽量な製品も出てきている。
フィルムカメラ全体の動向と同じくデジタルカメラの普及などにより、中判カメラ（中判写真）も縮小の傾向にある。しかし、ライカ判を代表とする小判と比較すると引き延ばしの倍率が低くて済むことによる高画質があり、一方、大判カメラと比較するとシートフィルムではなくロールフィルムを使えることによる気軽さや、携行性・取り回しの良さがある。このため、ライカ判がデジタルカメラに一掃されたことと比較するとある程度の競争力があり、根強い支持を受け続けている。ただし、トイカメラ以外のフィルムカメラの製造は、世界的に終了している。
120フィルムまたは220フィルムによる、6×4.5cm判、6×6cm判、6×7cm判、6×8cm判、6×9cm判、6×12cm判、6×17cm判等各種のフォーマットがある。またマスクやマガジン等により複数のフォーマットが使用できたり、ごく一部には35mm判と兼用できるカメラもある。135フィルムのパーフォレーション等を無視して、中判カメラでオーバーサイズで撮影するという提案もある。後述するデジタル中判カメラでは、2016年現在、約44mm×約33mm前後の判型が多い。

## おもな類型
多種多様な形態があるが、おもなものを挙げる。

### 一眼レフ
フィルムを縦送りするバックエンドモジュールが付くような構造のタイプと、135フィルム用一眼レフをそのまま大型化したようなタイプがある。

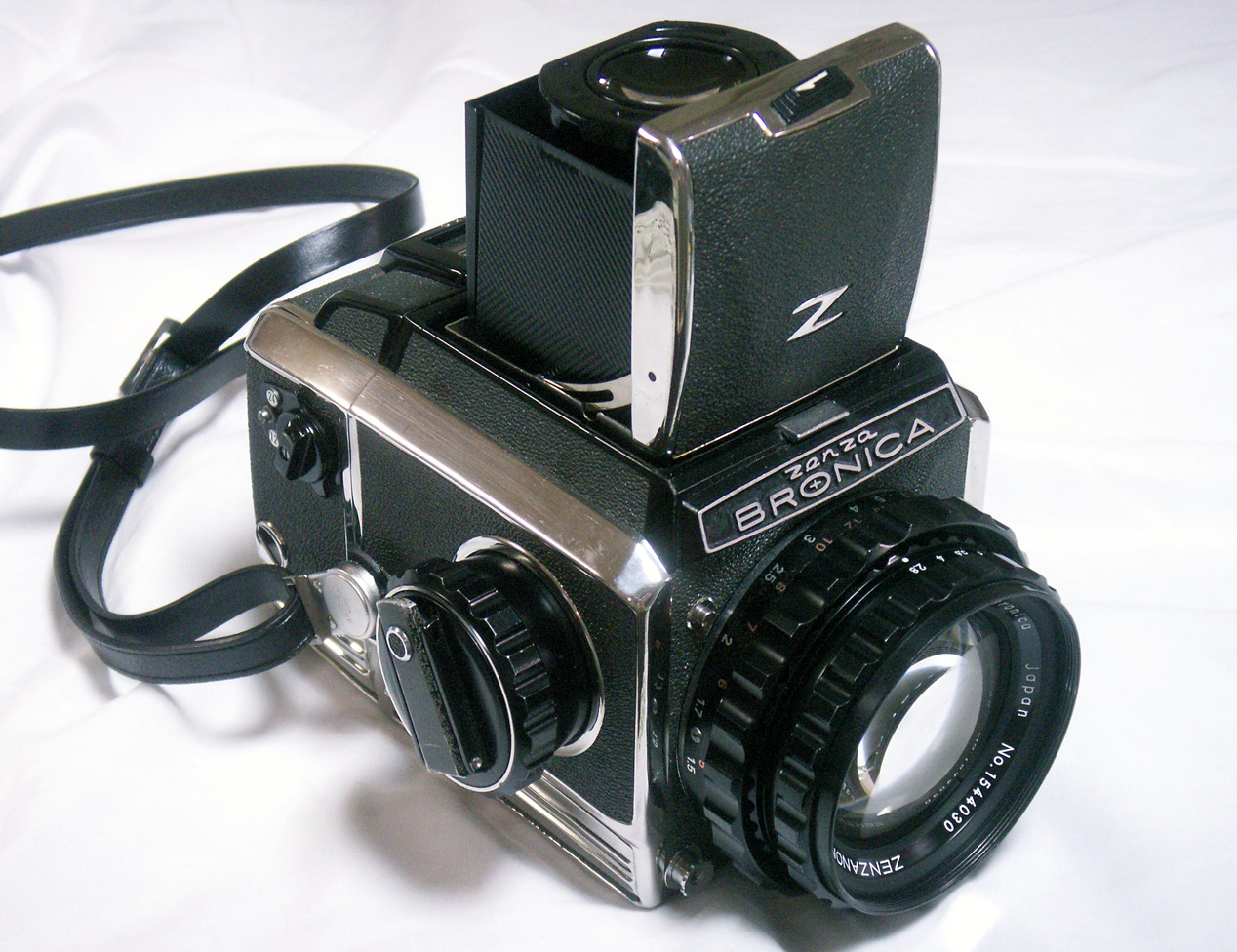
ゼンザブロニカ
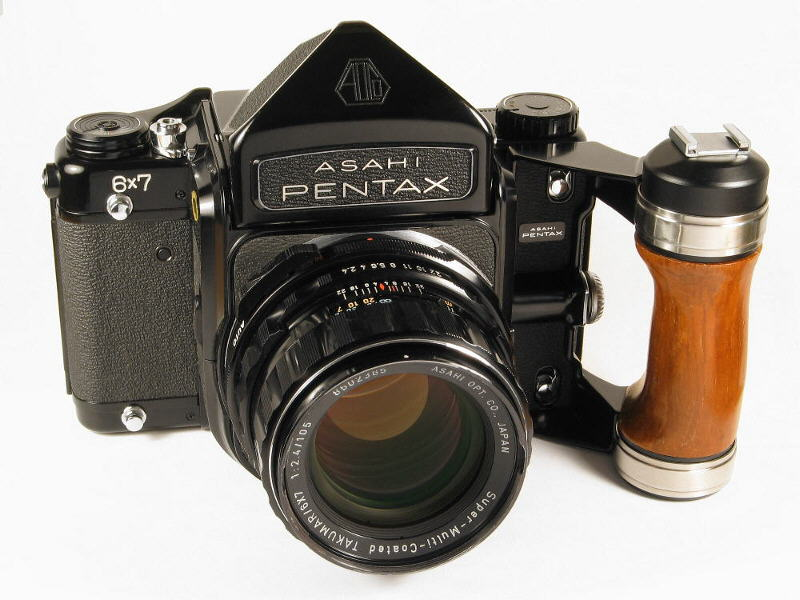
ペンタックス67、通称「バケペン」

### 二眼レフ
二眼レフカメラはその多くが中判である。1950年代までは普及カメラといえば二眼レフだった。

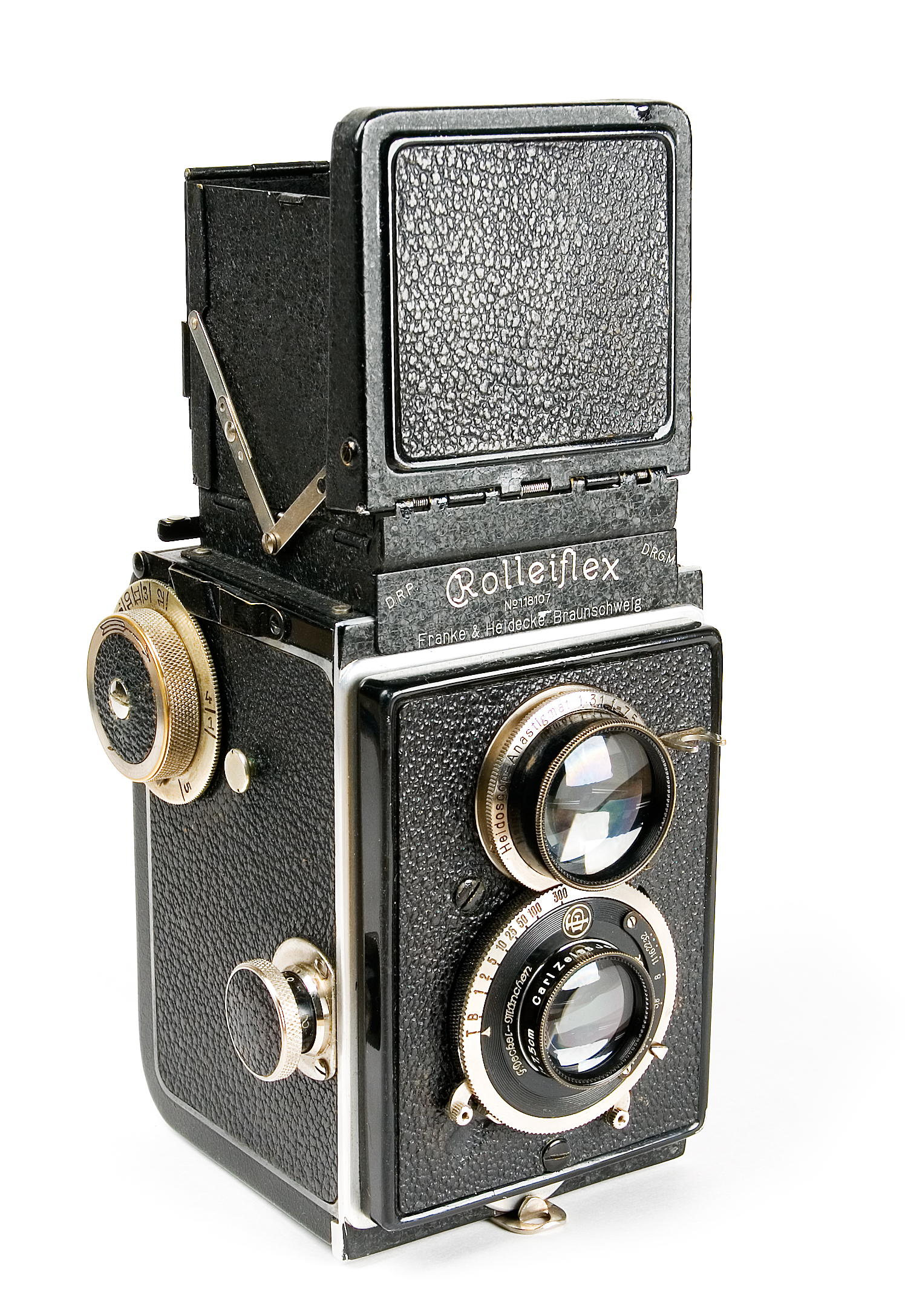
ローライフレックス
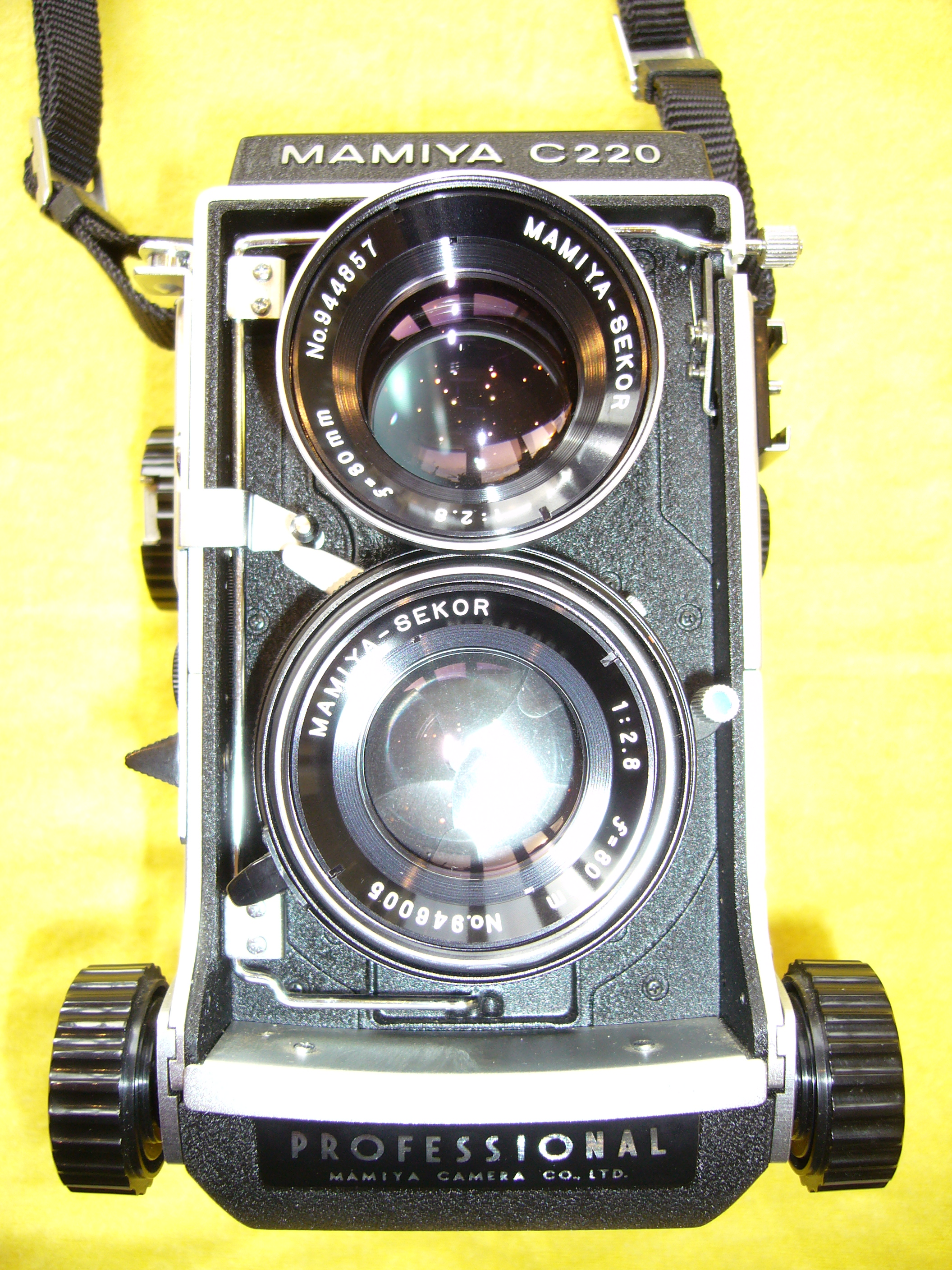
マミヤC220（英語版）（1968年）。
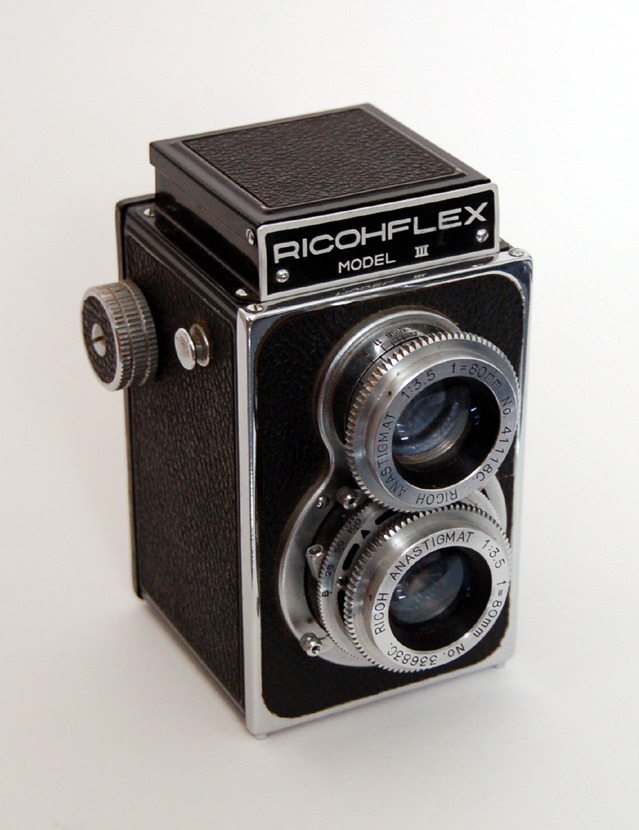
リコーフレックス

### プレスカメラ
大判（4インチ✕5インチ）から中判にかけて存在するカメラの形態で、判型に応じた大きさではあるものの、「プレス」の名の通り新聞を主とする報道写真用として機動性を重要視したカメラで、35mmカメラに代わられるまではその分野では主役であった。日本メーカの製品では、マミヤプレスやマーシャルプレスなど。

### レンジファインダー
レンジファインダーカメラもある。スプリングカメラが多いが、レンズシャッターや距離計の連動は機械式の時代には設計者を悩ませてきた。

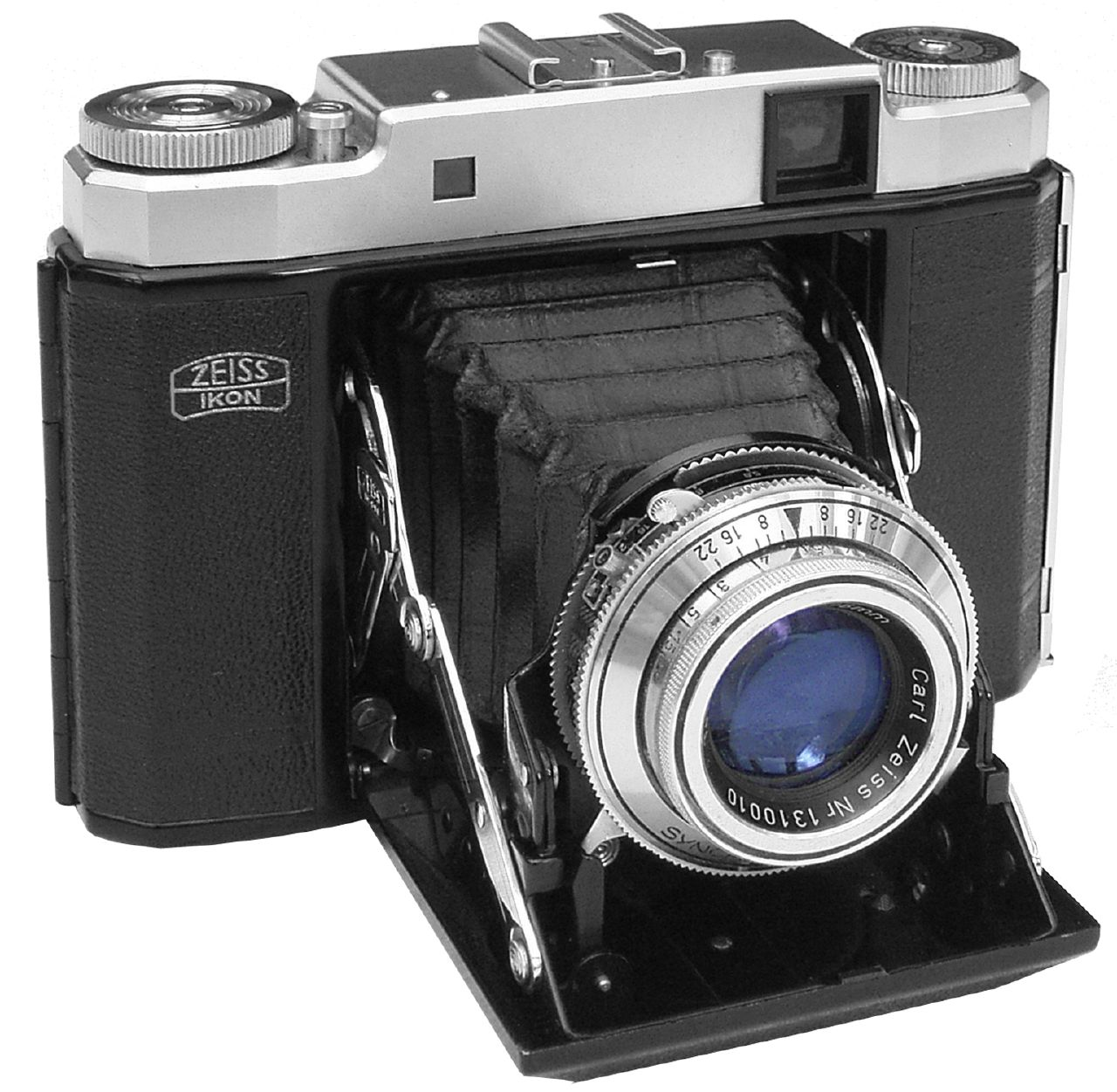
スーパーイコンタ
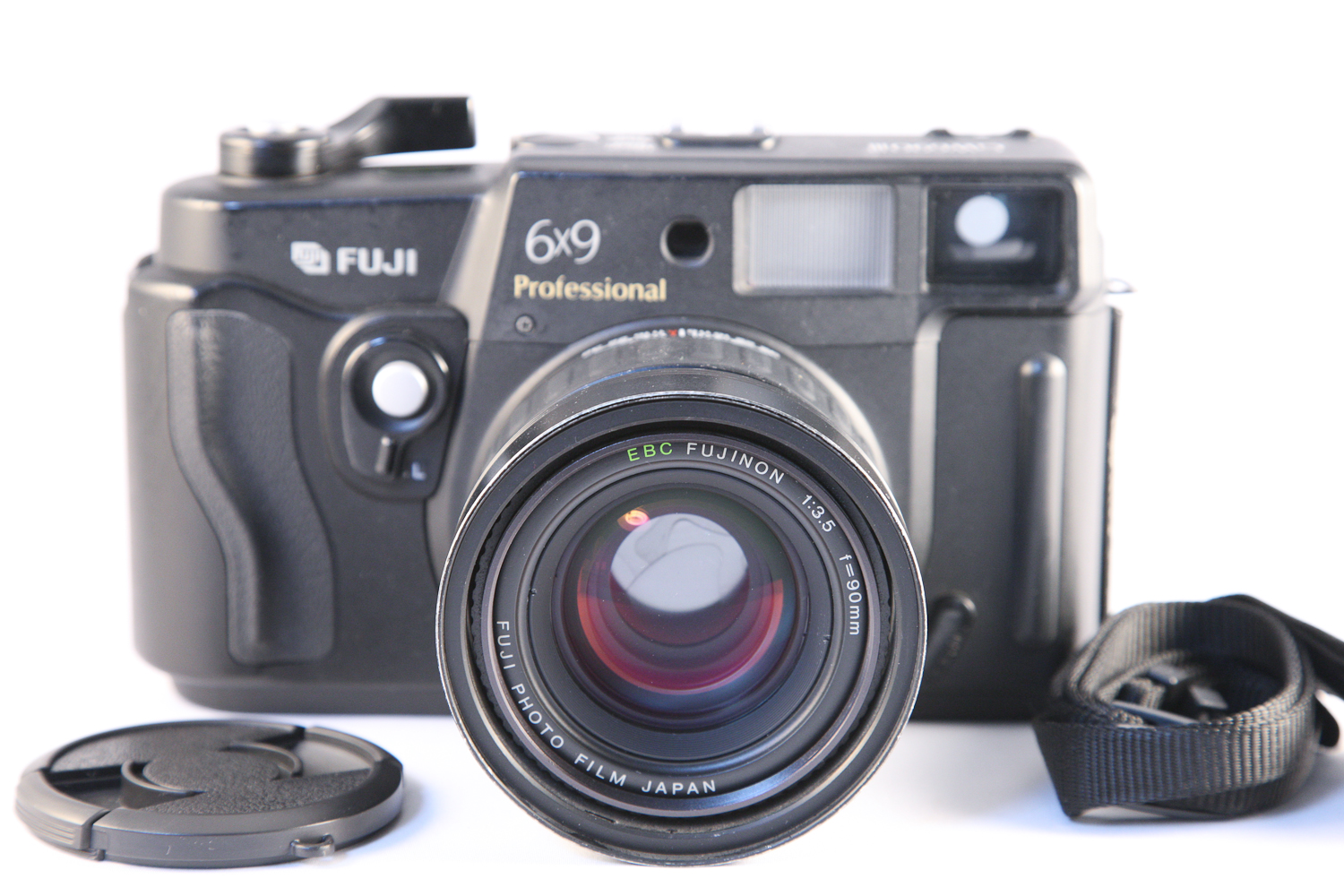
フジGW690（これはスプリングカメラではない）

### 簡易なカメラ
過去には35mmカメラほどの精度が必要ない点や、密着焼きでも手頃なサイズのプリントが得られることもあって広まったタイプだが、DPEサービスの普及などで過去のものとなった。現代のトイカメラのホルガなどはこの系譜と言えようか。
日本では、1957年（昭和32年）、お天気マークをあわせてシャッターを押すだけで写真が撮れるフジペットが人気となった。簡単さから小学生カメラとも呼ばれた。

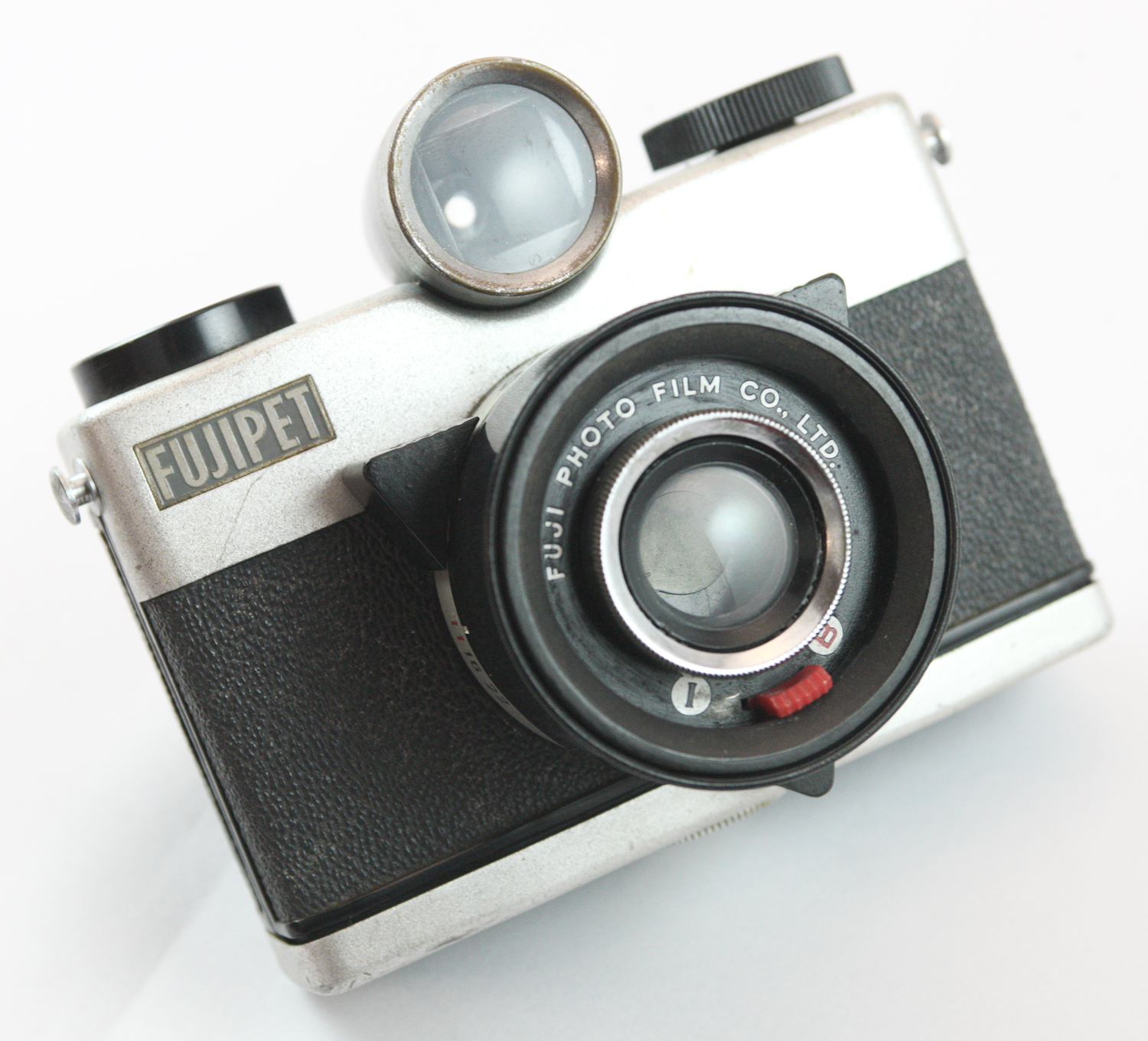
フジペット
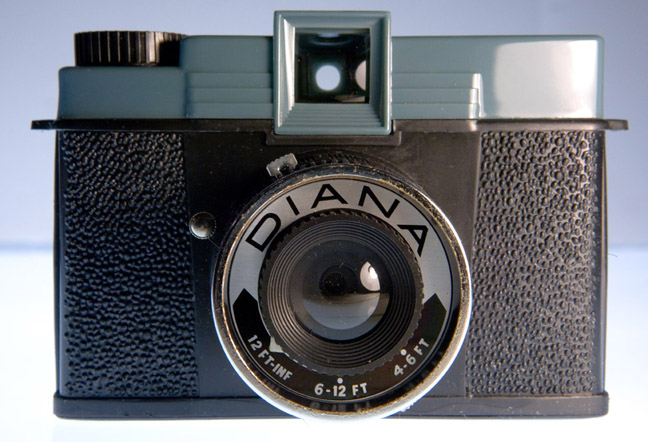
ダイアナカメラ（1960年代）。
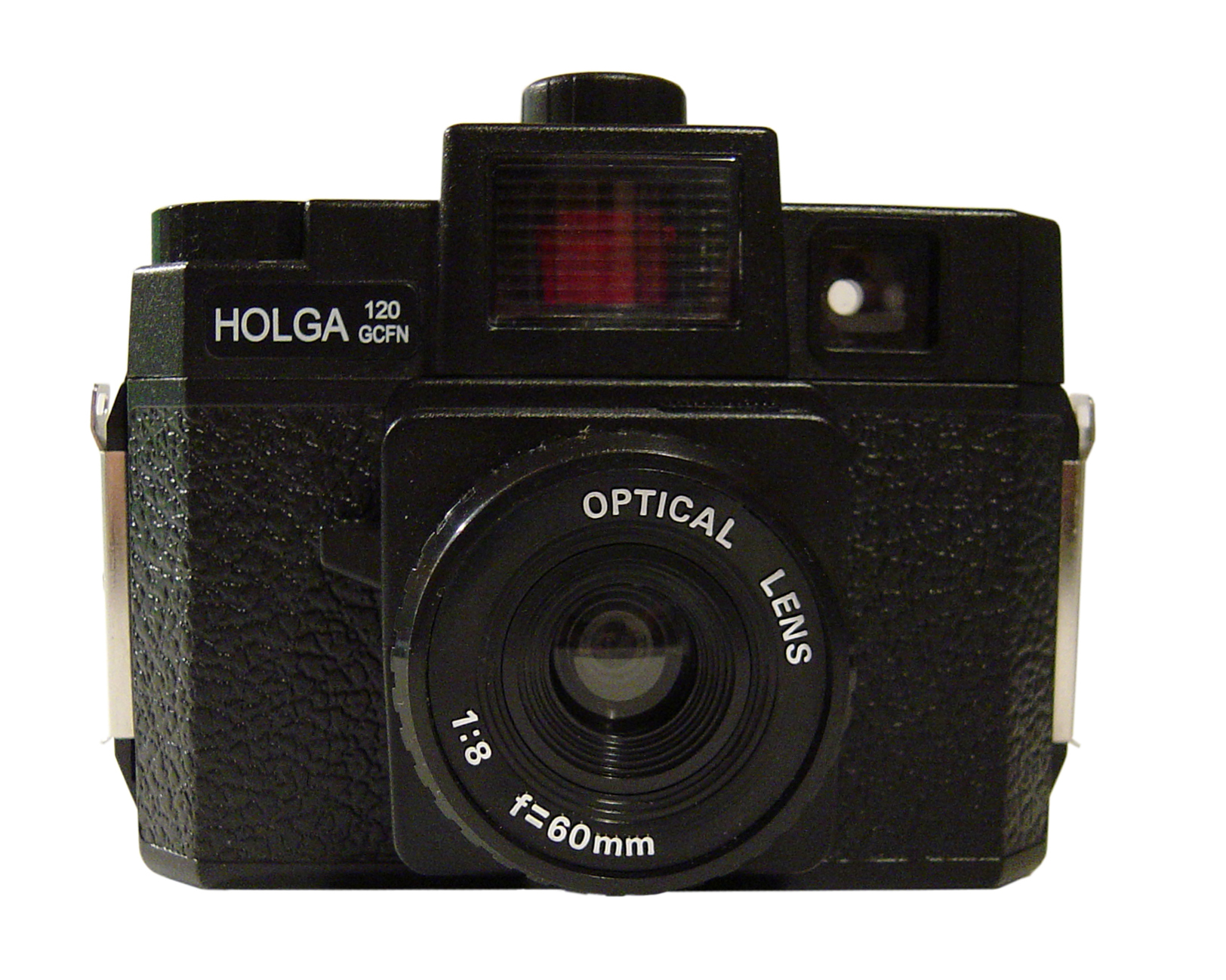
ホルガ

## おもな中判カメラ
おもな中判カメラ（ブローニー判カメラ）の一覧である。
- コダック
  - ポケット・コダック

- イルフォード

- ローライ

- オリンパス

- ハッセルブラッド

- ツァイス・イコン
  - ボックステンゴール
  - コカレッテ
  - イコフレックス
  - イコンタ
  - ネッター

- マミヤ

- 富士フイルム

- 富山製作所

- プラウベル

- コーフィールド

- エルモ

- リンホフ

- 八陽光学工業

- カメラ・ウェルクシュテーテン

- ホートン

- アンスコ

- ウイスタ

- ノリタ光学

- パノンカメラ商工

- ヤシカ

- アイレス写真機

- コニカ

- ナーゲル

- レオタックス

- ダースト

- アルパ

- メントール

- イハゲー
  - エクサクタ
- ミノルタ

- リコー

- ペンタコン

- ウェルタ

- キエフ

- 興和

- エボニー

- ゲルツ
  - ボックステンゴール - 120フィルム、6×9cm判
- 東京光学

- ペトリ

- メオプタ

- 駒村商会

- コンタックス
  - コンタックス645
- ペンタックス

- コンテッサ・ネッテル
  - コカレッテ - 120フィルム、6×9cm判
- パンフレックス
  - WIDE PAN PRO II - 120フィルム、パノラマカメラ
- ボルシー
  - ボルシーフレックス - 120フィルム、6×6cm判
- ローデンシュトック
  - イゼッテ - 120フィルム、6×4.5cm判
- ロモ - ルビテル（英語版） - 120フィルム、二眼レフカメラ
  - ルビテル2 - 120フィルム、二眼レフカメラ
  - ルビテル166 - 120フィルム、二眼レフカメラ
  - ルビテル166B - 120フィルム、二眼レフカメラ
  - ルビテル166ユニヴァーサル - 120フィルム、二眼レフカメラ
- ホルガ
  - ホルガ120S - 120フィルム、6×4.5cm
  - ホルガ120N - 120フィルム、6×4.5cm・追加6×6cm
- グレートウォール・プラスチック・カンパニー
  - ダイアナカメラ - 120フィルム、4.2ｘ4.2cm判16枚撮り
- 海鴎
  - 海鴎 4B-1 - 120フィルム、二眼レフカメラ
- ロモグラフィー
  - ダイアナ+ - 120フィルム、4.2ｘ4.2cm判16枚撮り（5.2ｘ5.2cm判も許容、ダイアナカメラの復刻版）
  - ルビテル166+ - 120フィルム（ルビテル166の復刻版）

## 中判デジタルカメラ

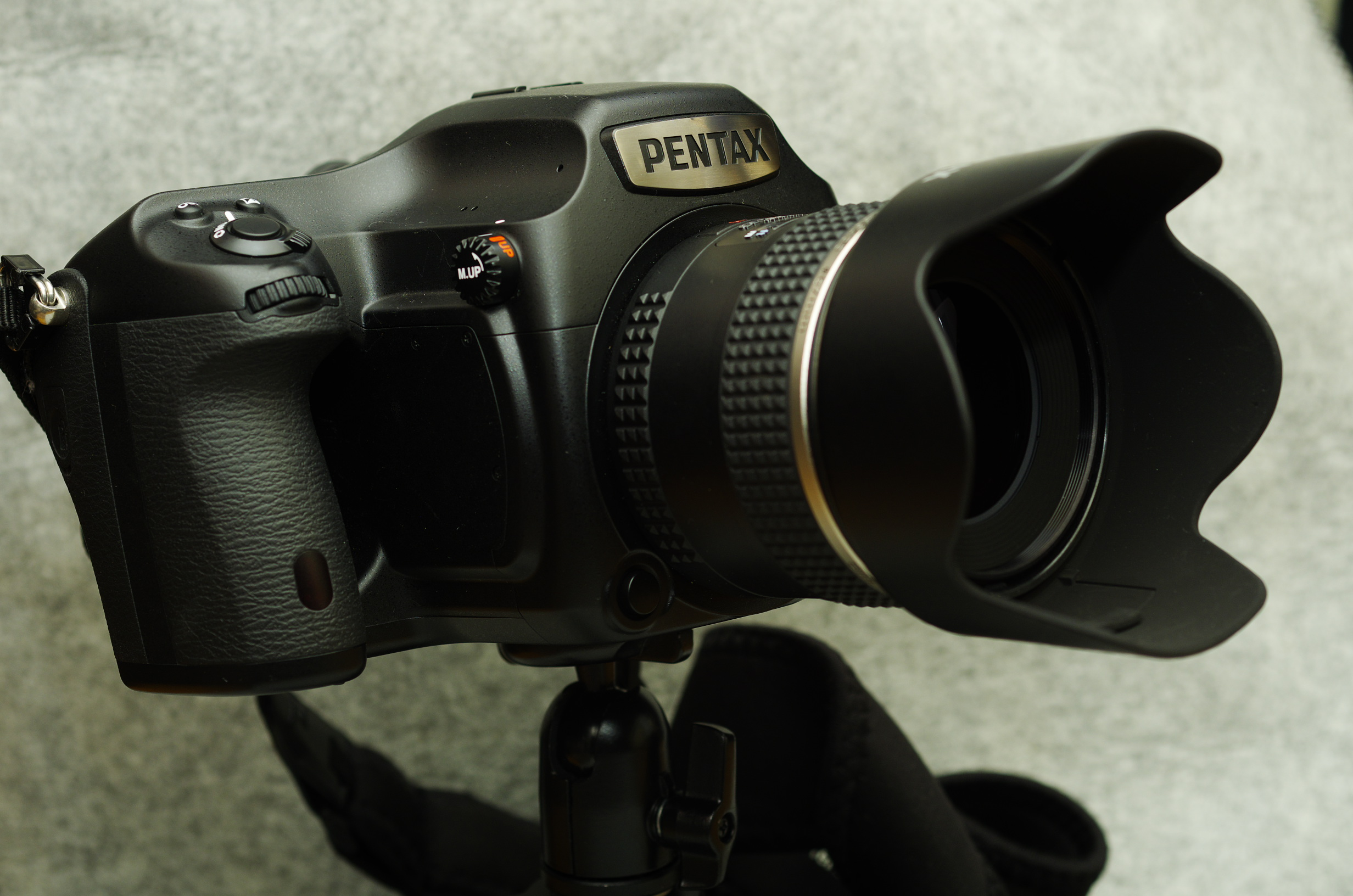
ペンタックス645Z

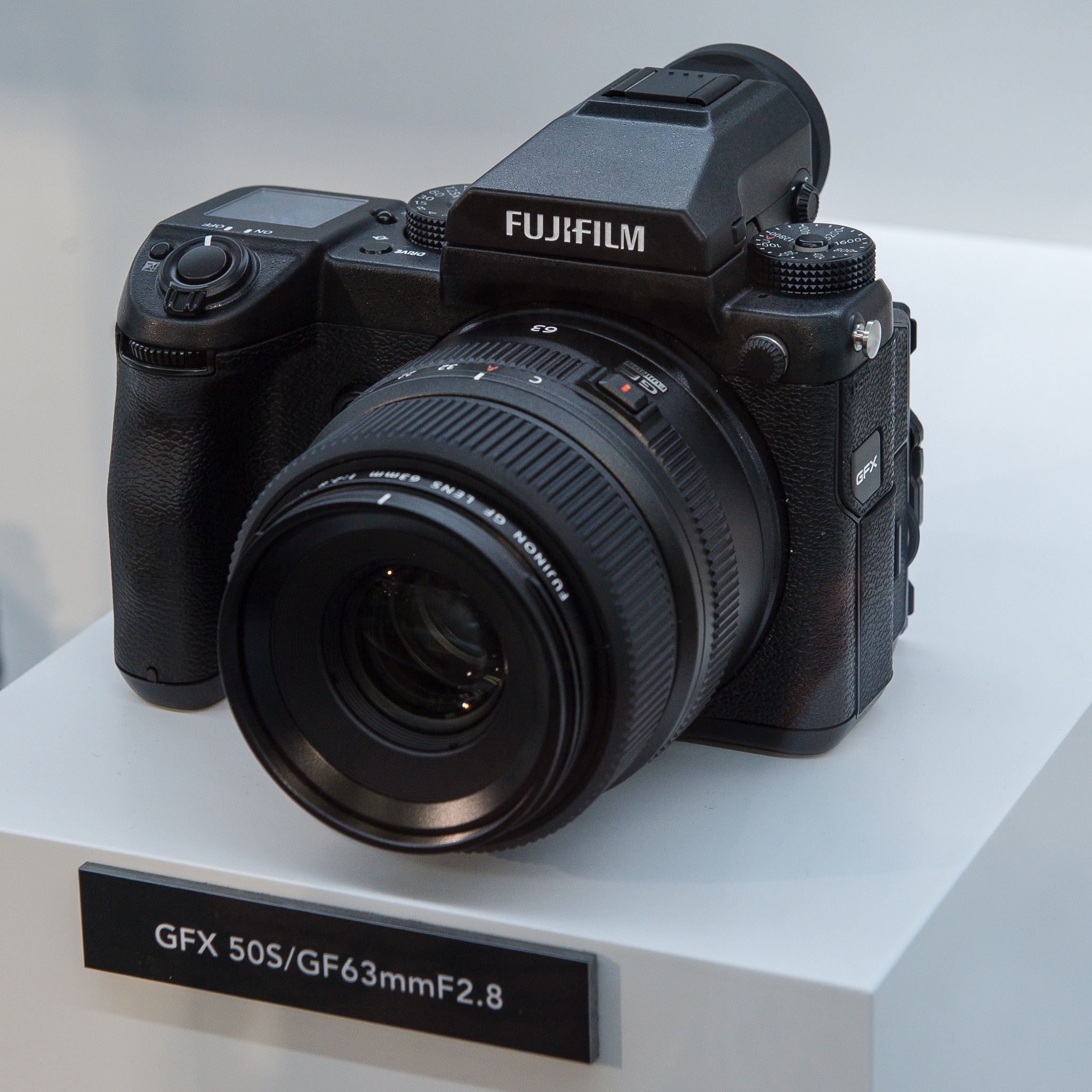
富士フイルムGFX50S

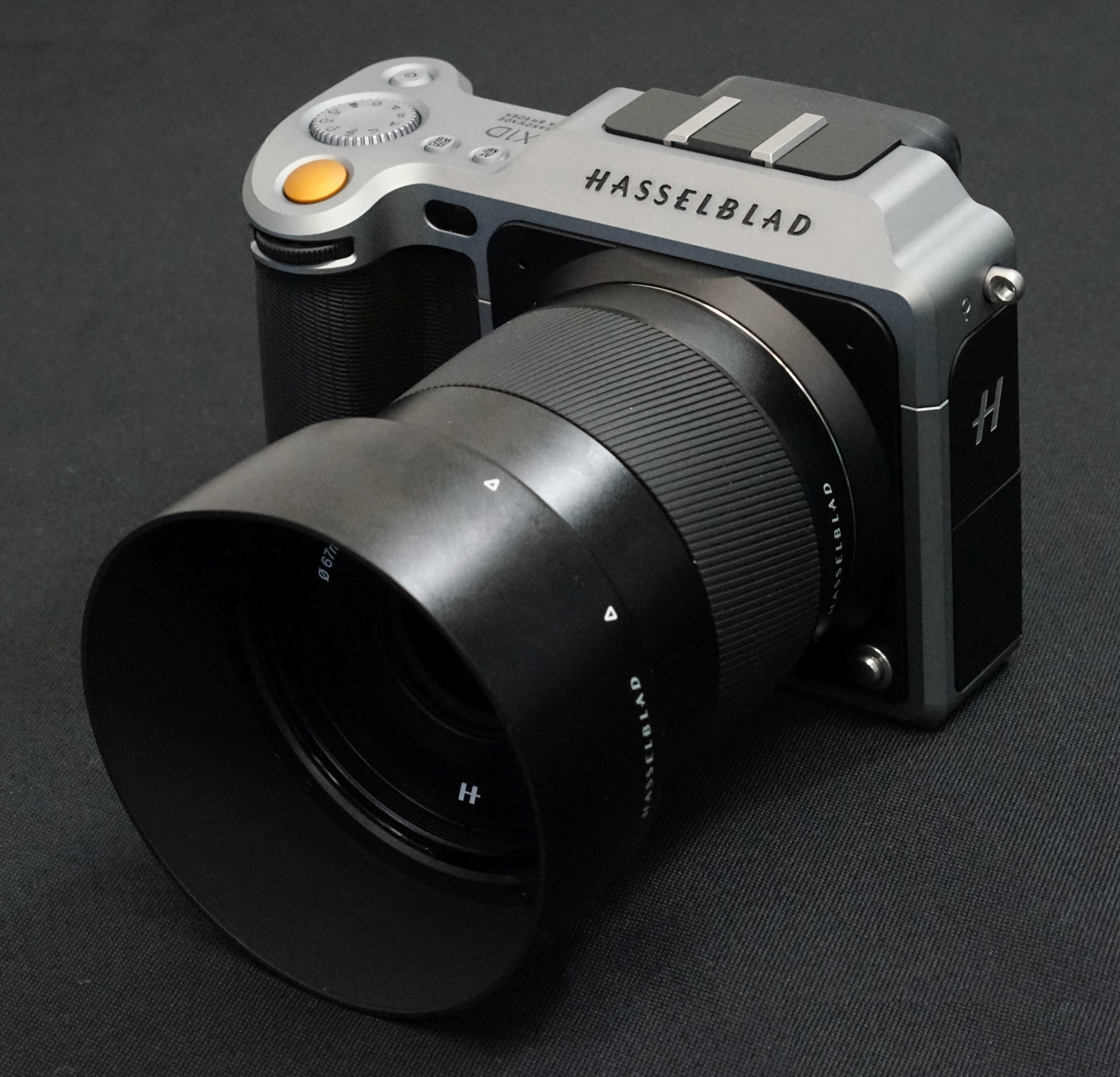
ハッセルブラッドX1D

中判デジタルカメラとしては、中判フィルムカメラのシステムをそのままデジタルバック（中判デジタルバック）等で継承するもの、システムのうち、レンズ交換式中判フィルムカメラなどのマウント等のインタフェースを継承していくつかの部分は新設計としたもの、ミラーレス一眼カメラ等の形式で全く新しく設計されたもの、などがある。業務用カメラの中でも最高峰の製品群で、特に高精細な画像が必要な場合に用いられる。極めて値段が高いため一般的な店舗では取り扱っておらず、製品カテゴリ自体が広く知られていない。通常中判カメラのような画質やボケ効果は必要ないため、プロのカメラマンでも所有者はごく僅かである。
中判デジタルカメラのイメージセンサーのサイズは、フィルムカメラにおける120（及び220）フィルムの撮影幅をベースとした60mm系列よりも小さいものがほとんどであり、約44mm×約33mmのものが多く、その意味では「中判」の語は、イメージセンサーのサイズがライカ判（デジタル時代の俗語ではいわゆる「フルサイズ」）より大きい、といったような意味になっている。いわゆる「フルサイズ」より大きくかつ画素数も多く（あるいは同一画素数であれば感度や対ノイズ特性に優れるはずで）、それゆえ価格も相応に高価（60万円～600万円の価格帯）だが、高画質・高詳細・大きなイメージセンサーによるボケ効果などを求めた需要に対し供給されているものとみられる。A0サイズの印刷でもノイズが見えないほどに高画質であるが、通常はそこまでの画質が要求されないため、需要は少ないと言える。

### 主な中判デジタルカメラ
- コダック Leaf AFi
- ハッセルブラッド H6D-400c
- ハッセルブラッド H6D-100c
- ハッセルブラッド H4D-50c
- ハッセルブラッド X1D
- ジナー S30|45
- フェーズワン IQ4
- フェーズワン 645AF
- フェーズワン 645DF
- 富士フイルム GFX
- ペンタックス 645D
- ペンタックス 645Z
- マミヤ ZD
- ライカ S2
- ライカ S
- ライカ S3